# ألبرت باول
ألبرت باول (8 ديسمبر 1893 في المملكة المتحدة - 15 فبراير 1979 في المملكة المتحدة) (بالإنجليزية: Albert Powell)‏ هو لاعب كريكت بريطاني وبريطاني (وحمل سابقاً جنسية المملكة المتحدة لبريطانيا العظمى وأيرلندا). لعب مع نادي مقاطعة ورسسترشاير للكريكيت ‏.

## وصلات خارجية
- ألبرت باول على موقع إي آس بي آن كريك إنفو (الإنجليزية)